# Lev z Rožmitála
Lev z Rožmitála – czeski ród możnowładczy, który wywodził się z Rožmitálu pod Třemšínem, w środkowych Czech. Jego siedziba rodowa mieściła się na zamku zamku Rožmitál. Ród ten należał do najbardziej wpływowych rodzin szlacheckich w XV i XV w., a jego członkowie zajmowali wysokie stanowiska na dworze praskim.

## Herb rodowy
Ród ten posługiwał się czteropolowym herbem, podzielonym na krzyż. W pierwszym i czwartym polu znajdowały się złote lwy na białym polu, zaś na drugim i trzecim polu widniała złota głowa świni.

## Posiadłości rodowe
W skład posiadłości rodowych wchodziły liczne tereny położone w środkowych i zachodnich Czechach: Březnice, Chbany, Hluboká nad Vltavou, Hořovice, Hrutovice, Klenaau, Konitz, Opálka, Petzka, Petršpurk, Pfraumberg, Písek, Platten, Podschedlitz, Rokitnitz, Rokitzan, Rosenthal, Ryzemburk, Schnella, Skály, Strakonitz, Tieschetitz, Tschischkau, Vohančice; Wellartitz, Zbiroh, Zdechovice.

## Historia rodu
Początki rodu Lvów z Rožmitala sięgają wczesnego średniowiecza. Była ona boczną linią rycerskiego rodu Buzickych z Buzic.

### Buzický z Buzic
1. Jarosław (wzmiankowany od 1196 r. do 1211 r.) 
  1. Hermann (Heřman) (wzmiankowany od 1213 do 1244)
  2. Jarosław (wzmiankowany od 1232 do 1237)
  3. Budzisław z Brzeźnicy (Budislav z Březnice) (wzmiankowany od 1224 do 1240), zasiadał w radzie królewskiej króla czeskiego Wacława I, był znaną osobistością za granicą. 
    1. Ulrich (wzmiankowany w latach 1251–1264)

### z Rožmitála
1. Ulrich (Oldřich) (wzmiankowany w latach 1251–1264), syn Budzisława z Brzeźnicy, lennik Przemysła Ottokara II, od którego w 1257 r. otrzymał jako siedzibę rodową miasto Mühldorf oraz nowo zbudowany zamek Rožmitál. Jako pierwszy z rodu posługiwał się nazwiskiem Lev z Rožmitálu.

Linia ta uległa w następnych latach licznym podziałom
- 1318 Ulrich
- połowa XIV w bracia Sezema i Ulrich

1. Sezema (zm. po 1378) podarował w 1347 połowę swoich dóbr w Rožmitálu arcybiskupom praskim; ożenił się z Schkonką.
  1. Wilhelm, w latach 1400–1415 kanonik w Wyszehradzie, w latach 1408–1414 proboszcz w Bubovicach.
  2. Zdeniek (zm. przed 1398), (wzmiankowany w latach 1367–1388), członek sądu krajowego.
  3. Jan (zm. 1430), pochowany w klasztorze w Taus.
    1. Zdeniek (zm. po 1454), pojawia się w źródłach od 1398 r., od 1405 r. kat w Landkreis Pracheň, po 1419 r. zarządzał dobrami arcybiskupa praskiego w Rožmitálu, po 1437 r. został sędzią krajowym; w 1452 r. popierał Jerzego z Podiebradów w jego staraniach o koronę czeską.
    2. Lev (zm. 1430)
    3. Protiva
      1. Markete (zm. 1496), poślubiła Georga von Schwanberga.

    4. Joanna z Rožmitálu (zm. 12 listopada 1475 r. w Melmitz), królowa czeska od 1458 r. do 1471 r., w 1450 r. poślubiła Jerzego z Podiebradów, późniejszego króla Czech, była uwielbiana przez poddanych.

### Lev z Rožmitála
1. Lev, syn Jana z Rozentalu (zm. 1430).
  1. Jarosław (ur. ok. 1425; zm. 1480), czeski dyplomata.
    1. Zdenek Lev (ur. ok. 1470, zm. 1535), wolny pan stanowy Sycowa w latach 1517–1529.
      1. Adam (zm. 1564), opuścił Czechy i udał się do Ołomuńca na służbę tamtejszego biskupa Jana Dubraviusa, któremu ten nadał w lenno dwór w Blansku, który otrzymała jego żona Anna Haugwitz von Biskupitz (zm. 1563). 
        1. Zdeniek (zm. 1580), starosta krajowy, ożenił się z Esterą z Doubravic. Jego dwór został sprzedany po jego śmierci. 
          1. Jego synowie Jan i Zdeniek posiadali jeszcze dobra rodzinne w swoich rękach do rebelii w 1625 r.
          2. Maximilian, członek Rady Cesarskiej, Najwyższy Rycerz Margrabstwa Morawskiego, ożenił się z Magdaleną z Vlčíhory.
            1. Zdeniek Franz, członek tajnej rady i kamerdyner Ferdynanda II.
              1. Kaspar Melichar Balthasar (zm. 1667)
              2. Zdeniek Wenzel (zm. 1680)
                1. Franz Balthasar
                2. Karl Maximilian (zm. 1704), starosta powiatu ołomunieckiego.
                  1. dwie córki
                  2. Maxmilian Ignaz Karl (zm. 1691), uzyskał tytuł barona Löw von Rosenthal.

                3. Bernhard Anton
                  1. Franz Karl, ożenił się z Elżbietą von Bouissan, której przepisał wszystkie dobra w testamencie.
                  2. Bernart Anton Auf Poruby und Hrozová (zm. 1765), zmarł bez męskiego potomka.

    2. Katarzyna